# Linaria pseudoamethystea

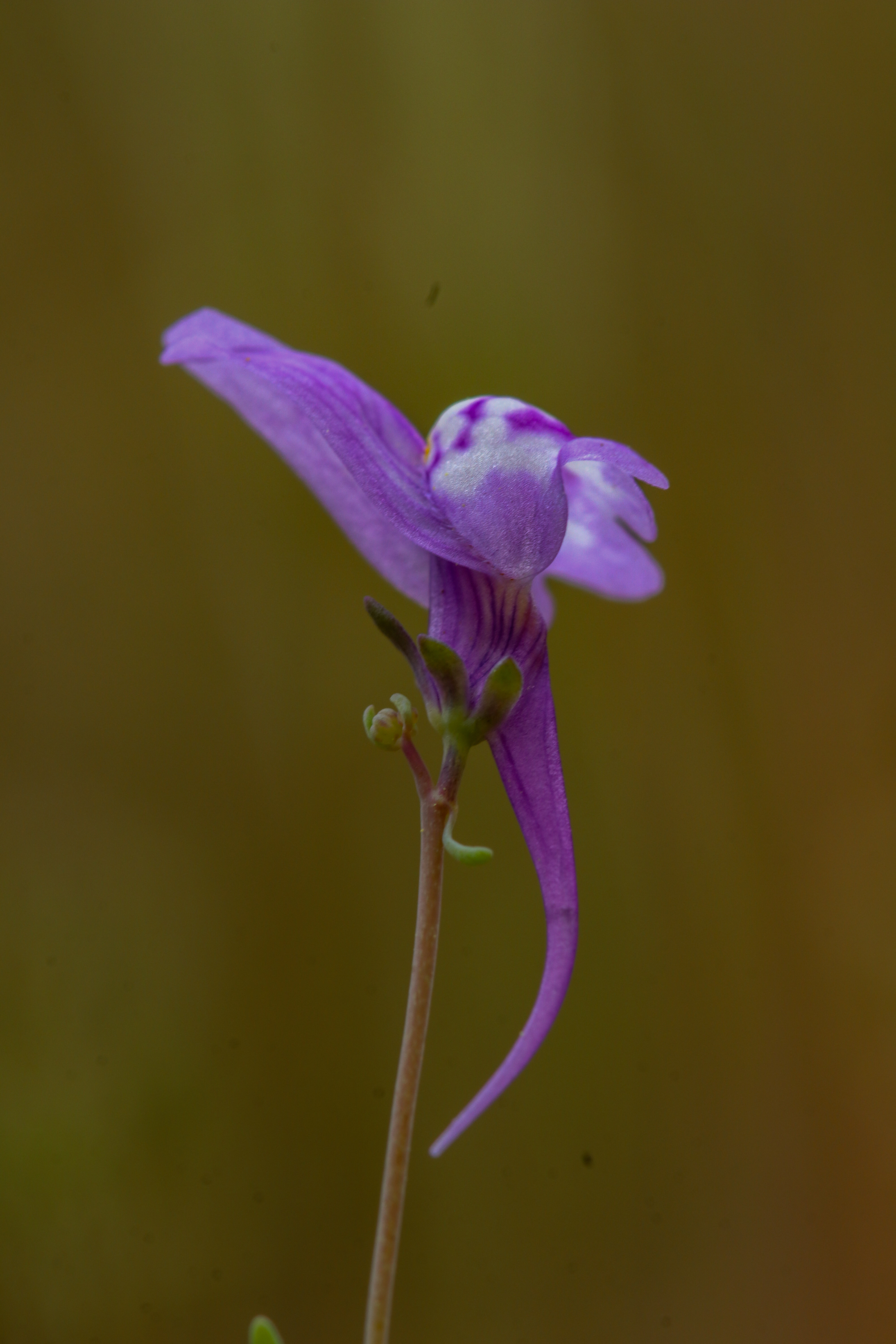
Fotografiada en Aznalcóllar (Sevilla)

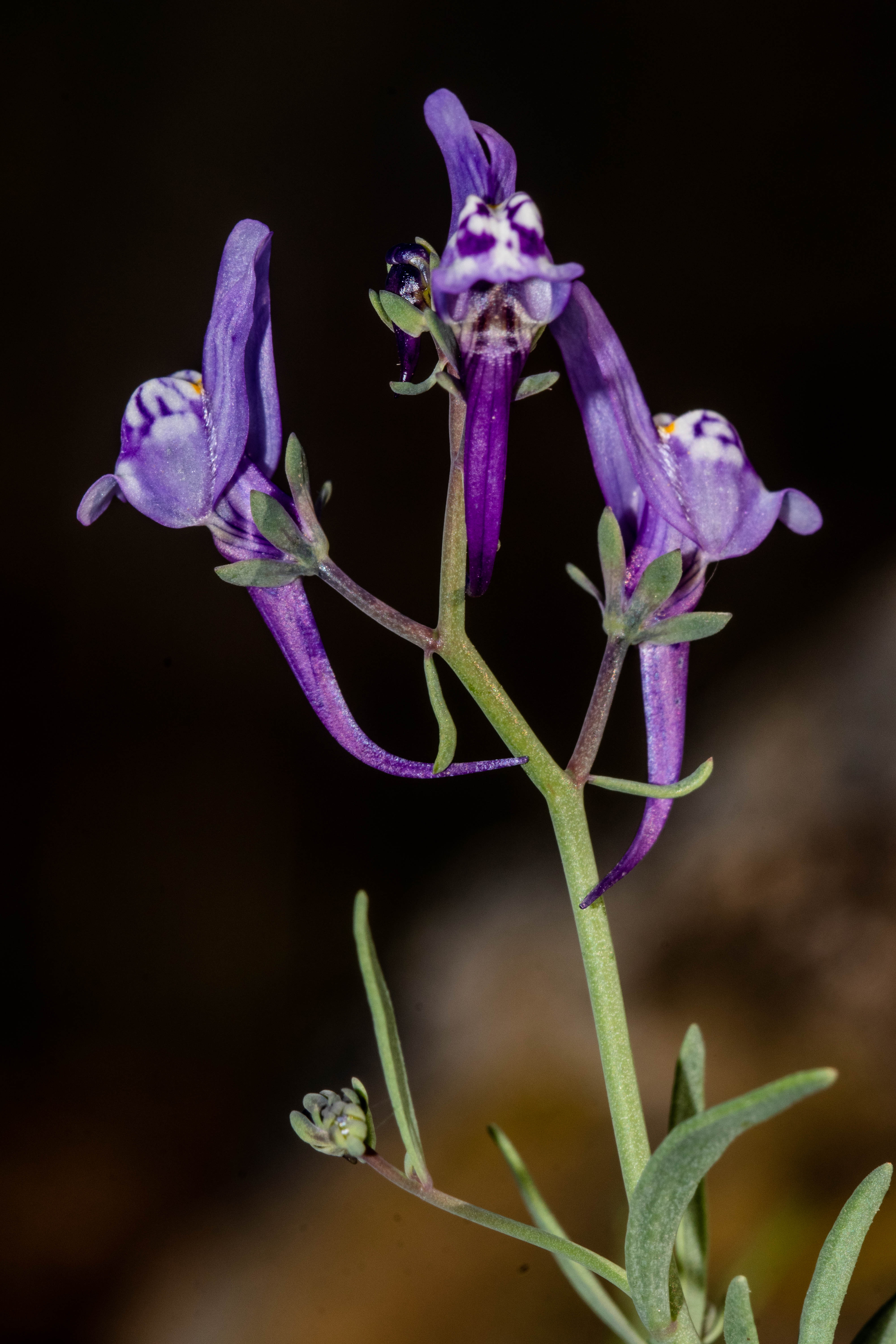
Inflorescencia en racimo (Aznalcóllar)

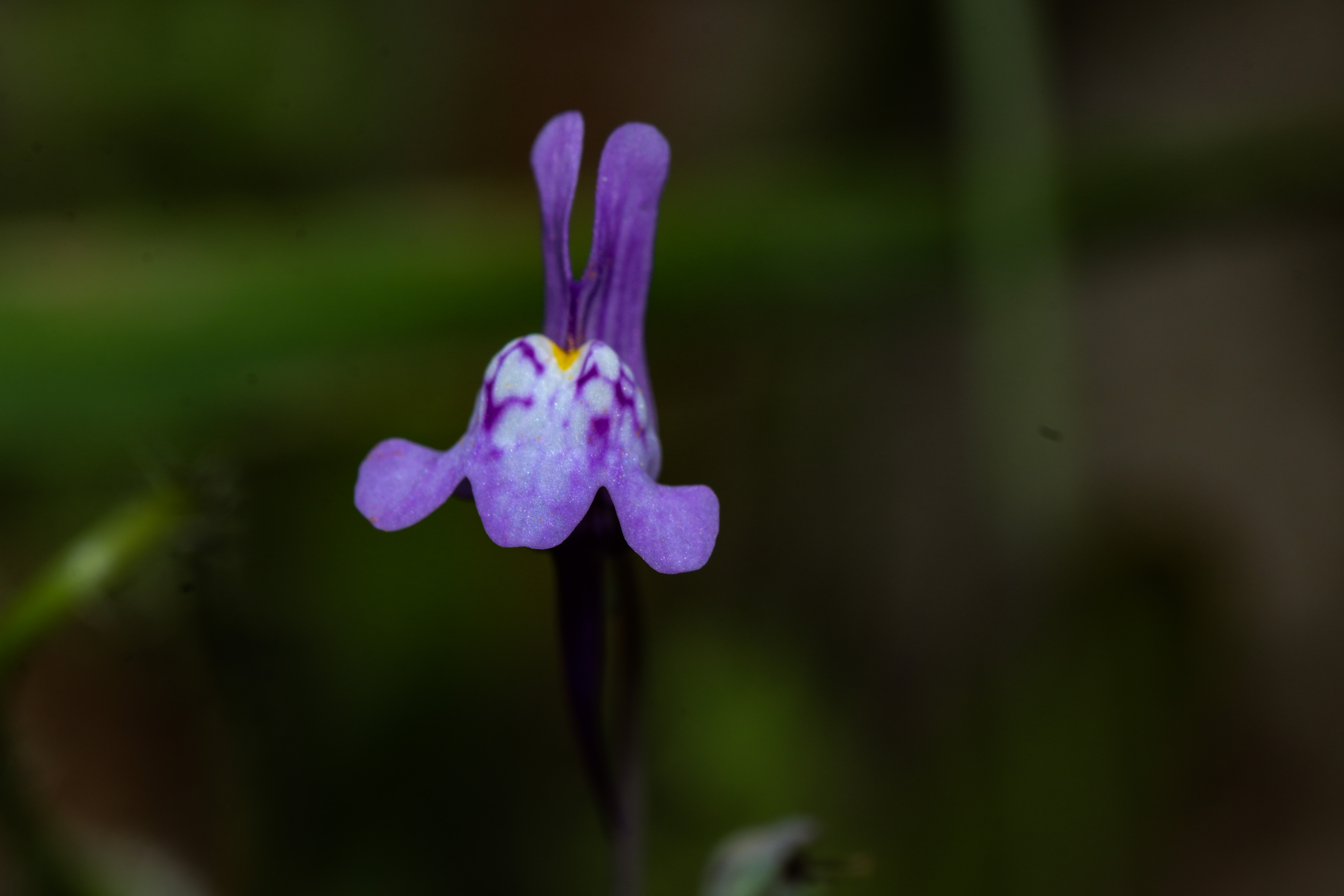
Detalle de la flor (Aznalcóllar)

## Linaria pseudamethystea Blanca, R. Carmona, Cueto & J. Fuentes 2023.
Linaria pseudamethystea, denominada vulgarmente en Aznalcóllar como linaria aznalcollera. En otros lugares también se la conoce como conejitos.
Tipo:— ESPAÑA. Sevilla provincia: Aznalcóllar, entre Aznalcóllar y contraembalse del Agrio, pastizales terofíticos en zonas abiertas sobre sustratos silíceos, UTM 20 S 740658 /4156765 (Datum ETRS89), 100 m de altitud, 8 de abril de 2022, G. Blanca, M. Cueto, J.A. Figueras, J. Fuentes & J.J. Ranchal (holo-: GDA-Fanero 69422!).

Descripción:- Es una pequeña planta herbácea anual, glabra, glauca. Tallos decumbentes a erectos, delgados, a menudo simples o bifurcados de color verde-azulado. Las hojas se disponen en verticilos, las superiores alternas.  Las flores dispuestas laxamente, glabras, raciformes hasta los 10 cm. Labio superior azul-violáceo, con venas oscuras, y paladar amarillo a anaranjado; el labio inferior es trilobulado, con dos protuberancias globosas prominentes y ornamentación reticulada sobre fondo blanco, con frecuencia presenta dos manchas gruesas. Característico espolón de la misma la longitud del resto de la corola, curvado, generalmente azul-violeta como el labio superior o más oscuro. 
Etimología:—El epíteto específico se refiere al gran parecido con la Linaria amethystea,  lo que da lugar a confusiones  y que se la identificara erróneamente. 
Distribución y ecología:— Linaria pseudamethystea. Especie endémica del suroeste de la Península Ibérica. Prefiere los suelos silíceos, poco desarrollados, pedregosos, entre los 50-300 metros de altitud.
Fenología:—Florece de marzo a mayo, aunque dependiendo de la meteorología podría adelantarse a mediados de febrero y extenderse hasta junio. 
Estado de conservación:— Como consecuencia de su amplia distribución y la facilidad de reproducirse por semillas, las poblaciones suelen ser de muchos individuos. Los autores recomiendan que se incluya en la categoría Preocupación Menor (LC).          
| Linaria pseudamethystea    |                   |
| Taxonomía                  |                   |
| Reino:                     | Plantae           |
| Subreino:                  | Tracheobionta     |
| Filo:                      | Magnoliophyta     |
| Clase:                     | Magnoliopsida     |
| Orden:                     | Lamiales          |
| Familia:                   | Plantaginaceae    |
| Tribu:                     | Antirrhineae      |
| Género:                    | Linaria           |
| Especie:                   | L.pseudamethystea |
| [editar datos en Wikidata] |                   |

Publicado como parte de Blanca, Gabriel, Carmona, Rafael, Cueto, Miguel & Fuentes, Julián, 2023, Linaria pseudoamethystea (Antirrhineae, Plantaginaceae), una nueva especie mimética y aparentemente simpátrica con L. amethystea, pp. 1-18 en Phytotaxa 585 (1) en la página 3, DOI: 10.11646/phytotaxa.585.1.1,